# FC Montenegro Wuppertal
Der FC Montenegro Wuppertal war ein Futsalverein aus Wuppertal. Die Mannschaft nahm einmal am DFB-Futsal-Cup, der deutschen Meisterschaft im Futsal teil.

## Geschichte
In der Saison 2007/08 konnte sich der Verein erstmals für die erstklassige WFLV-Futsal-Liga qualifizieren und wurde prompt Vizemeister hinter dem UFC Münster. Damit qualifizierten sich die Wuppertaler für den DFB-Futsal-Cup 2008, wo die Mannschaft bereits in der Gruppenphase am TSC Stuttgart und dem VfV 06 Hildesheim scheiterte. In den folgenden Jahren wurde der FC Montenegro zu einer Fahrstuhlmannschaft. Im Jahre 2011 gelang der Wiederaufstieg, dem der direkte Wiederabstieg folgte. Nach nur einem Jahr in der Zweitklassigkeit konnte der Verein wieder in die WFLV-Futsal-Liga aufsteigen. Erneut blieben die Wuppertaler nur für ein Jahr erstklassig, bevor das Team als Tabellenletzter abstieg. Am Saisonende wurde der Verein aufgelöst.